# Badminton nos Jogos Olímpicos de Verão de 2012 - Duplas masculinas
As competições de duplas masculinas do badminton nos Jogos Olímpicos de Verão de 2012 foram disputadas entre os dias 28 de julho e 5 de agosto na Arena Wembley. O sorteio foi realizado em 23 de julho.

## Formato da competição
As 16 duplas foram divididos em 4 grupos com 4 duplas cada. Os pares se enfrentam uma única vez dentro de seus grupos. As duas primeiras duplas de cada grupo avançaram a fase eliminatória.

## Cabeças-de-chave
| 1. CHN Cai Yun / Fu Haifeng 2. KOR Jung Jae-sung / Lee Yong-dae | 1. DEN Mathias Boe / Carsten Mogensen 2. KOR Ko Sung-hyun / Yoo Yeon-seong |

## Medalhistas
| Ouro   | CHN Cai Yun e Fu Haifeng           |
| Prata  | DEN Mathias Boe e Carsten Mogensen |
| Bronze | KOR Jung Jae-sung e Lee Yong-dae   |

## Resultados

### Fase de grupos

#### Grupo A
| Nome                                      | J | V | D | SG | SP | Pts |
| ----------------------------------------- | - | - | - | -- | -- | --- |
| CHN Cai Yun / Fu Haifeng                  | 3 | 3 | 0 | 6  | 0  | 3   |
| TPE Fang Chieh-min / Lee Sheng-mu         | 3 | 2 | 1 | 4  | 2  | 2   |
| GER Ingo Kindervater / Johannes Schöttler | 3 | 1 | 2 | 2  | 4  | 1   |
| AUS Ross Smith / Glenn Warfe              | 3 | 0 | 3 | 0  | 6  | 0   |

| 28 de julho, 19:05          | 28 de julho, 19:05 | 28 de julho, 19:05          |
| --------------------------- | ------------------ | --------------------------- |
| CHN Cai Y / Fu H            | 21–11 21–17        | AUS Smith / Warfe           |
| 28 de julho, 19:09          |                    |                             |
| TPE Fang C-m / Lee S-m      | 21–15 21–16        | GER Kindervater / Schöttler |
| 29 de julho, 09:44          |                    |                             |
| TPE Fang C-m / Lee S-m      | 21–14 21–13        | AUS Smith / Warfe           |
| 29 de julho, 20:19          |                    |                             |
| CHN Cai Y / Fu H            | 22–20 21–16        | GER Kindervater / Schöttler |
| 30 de julho, 12:30          |                    |                             |
| GER Kindervater / Schöttler | 21–13 21–14        | AUS Smith / Warfe           |
| 31 de julho, 19:42          |                    |                             |
| CHN Cai Y / Fu H            | 21–19 21–13        | TPE Fang C-m / Lee S-m      |

#### Grupo B
| Nome                                | J | V | D | SG | SP | Pts |
| ----------------------------------- | - | - | - | -- | -- | --- |
| THA Bodin Isara / Maneepong Jongjit | 3 | 3 | 0 | 6  | 0  | 3   |
| INA Muhammad Ahsan / Bona Septano   | 3 | 2 | 1 | 4  | 2  | 2   |
| KOR Ko Sung-hyun / Yoo Yeon-seong   | 3 | 1 | 2 | 2  | 4  | 1   |
| POL Adam Cwalina / Michał Łogosz *  | – | – | – | –  | –  | –   |

| 28 de julho, 12:30   | 28 de julho, 12:30 | 28 de julho, 12:30   |
| -------------------- | ------------------ | -------------------- |
| KOR Ko S-h / Yoo Y-s | 17–21 –7 21–13*    | POL Cwalina / Łogosz |
| 28 de julho, 20:17   |                    |                      |
| INA Ahsan / Septano  | 11–21 16–21        | THA Isara / Jongjit  |
| 29 de julho, 15:20   |                    |                      |
| KOR Ko S-h / Yoo Y-s | 15–21 14–21        | THA Isara / Jongjit  |
| 30 de julho, 14:17   |                    |                      |
| THA Isara / Jongjit  | w/o*               | POL Cwalina / Łogosz |
| 30 de julho, 18:30   |                    |                      |
| KOR Ko S-h / Yoo Y-s | 22–24 12–21        | INA Ahsan / Septano  |
| 31 de julho, 12:30   |                    |                      |
| INA Ahsan / Septano  | w/o*               | POL Cwalina / Łogosz |

- Cwalina / Łogosz desistiram da competição e todas suas partidas foram consideradas derrotas por 0–21 0–21.

#### Grupo C
| Nome                               | J | V | D | SG | SP | Pts |
| ---------------------------------- | - | - | - | -- | -- | --- |
| DEN Mathias Boe / Carsten Mogensen | 3 | 3 | 0 | 6  | 1  | 3   |
| CHN Chai Biao / Guo Zhendong       | 3 | 2 | 1 | 4  | 2  | 2   |
| RUS Vladimir Ivanov / Ivan Sozonov | 3 | 1 | 2 | 3  | 4  | 1   |
| RSA Dorian James / Willem Viljoen  | 3 | 0 | 3 | 0  | 6  | 0   |

| 28 de julho, 19:07   | 28 de julho, 19:07 | 28 de julho, 19:07   |
| -------------------- | ------------------ | -------------------- |
| DEN Boe / Mogensen   | 21–6 21–12         | RSA James / Viljoen  |
| 29 de julho, 09:42   |                    |                      |
| CHN Chai B / Guo Z   | 21–8 21–13         | RSA James / Viljoen  |
| 29 de julho, 18:30   |                    |                      |
| DEN Boe / Mogensen   | 16–21 –19 21–14    | RUS Ivanov / Sozonov |
| 30 de julho, 19:07   |                    |                      |
| CHN Chai B / Guo Z   | 23–21 21–15        | RUS Ivanov / Sozonov |
| 31 de julho, 09:44   |                    |                      |
| DEN Boe / Mogensen   | 21–14 21–19        | CHN Chai B / Guo Z   |
| 31 de julho, 20:52   |                    |                      |
| RUS Ivanov / Sozonov | 21–13 21–15        | RSA James / Viljoen  |

#### Grupo D
| Nome                               | J | V | D | SG | SP | Pts |
| ---------------------------------- | - | - | - | -- | -- | --- |
| KOR Jung Jae-sung / Lee Yong-dae   | 3 | 3 | 0 | 6  | 0  | 3   |
| MAS Koo Kien Keat / Tan Boon Heong | 3 | 2 | 1 | 4  | 2  | 2   |
| JPN Naoki Kawamae / Shoji Sato     | 3 | 1 | 2 | 2  | 4  | 1   |
| USA Howard Bach / Tony Gunawan     | 3 | 0 | 3 | 0  | 6  | 0   |

| 28 de julho, 13:07     | 28 de julho, 13:07 | 28 de julho, 13:07 |
| ---------------------- | ------------------ | ------------------ |
| MAS Koo / Tan          | 21–12 21–14        | JPN Kawamae / Sato |
| 28 de julho, 18:30     |                    |                    |
| KOR Jung J-s / Lee Y-d | 21–14 21–19        | USA Bach / Gunawan |
| 29 de julho, 14:15     |                    |                    |
| MAS Koo / Tan          | 21–12 21–14        | USA Bach / Gunawan |
| 29 de julho, 19:40     |                    |                    |
| KOR Jung J-s / Lee Y-d | 21–16 21–15        | JPN Kawamae / Sato |
| 30 de julho, 14:19     |                    |                    |
| JPN Kawamae / Sato     | 21–15 21–15        | USA Bach / Gunawan |
| 31 de julho, 18:30     |                    |                    |
| KOR Jung J-s / Lee Y-d | 21–16 21–11        | MAS Koo / Tan      |

### Fase final
|  | Quartas-de-final | Quartas-de-final                     | Quartas-de-final                     | Quartas-de-final                     | Quartas-de-final |                                       |                                      | Semifinal | Semifinal           | Semifinal           | Semifinal           | Semifinal           |                     |    | Final | Final                                | Final | Final | Final |  |  |
|  |                  |                                      |                                      |                                      |                  |                                       |                                      |           |                     |                     |                     |                     |                     |    |       |                                      |       |       |       |  |  |
|  | A1               | CHN Cai Yun CHN Fu Haifeng           | 21                                   | 21                                   |                  |                                       |                                      |           |                     |                     |                     |                     |                     |    |       |                                      |       |       |       |  |  |
|  | C2               | CHN Chai Biao CHN Guo Zhendong       | 15                                   | 19                                   |                  |                                       |                                      |           |                     |                     |                     |                     |                     |    |       |                                      |       |       |       |  |  |
|  | C2               | CHN Chai Biao CHN Guo Zhendong       | 15                                   | 19                                   |                  | A1                                    | CHN Cai Yun CHN Fu Haifeng           | 21        | 21                  |                     |                     |                     |                     |    |       |                                      |       |       |       |  |  |
|  |                  |                                      |                                      |                                      |                  | A1                                    | CHN Cai Yun CHN Fu Haifeng           | 21        | 21                  |                     |                     |                     |                     |    |       |                                      |       |       |       |  |  |
|  |                  | D2                                   | MAS Koo Kien Keat MAS Tan Boon Heong | 9                                    | 19               |                                       |                                      |           |                     |                     |                     |                     |                     |    |       |                                      |       |       |       |  |  |
|  | B1               | D2                                   | MAS Koo Kien Keat MAS Tan Boon Heong | 9                                    | 19               | THA Bodin Isara THA Maneepong Jongjit | 16                                   | 18        |                     |                     |                     |                     |                     |    |       |                                      |       |       |       |  |  |
|  | B1               |                                      |                                      |                                      |                  | THA Bodin Isara THA Maneepong Jongjit | 16                                   | 18        |                     |                     |                     |                     |                     |    |       |                                      |       |       |       |  |  |
|  | D2               | MAS Koo Kien Keat MAS Tan Boon Heong | 21                                   | 21                                   |                  |                                       |                                      |           |                     |                     |                     |                     |                     |    |       |                                      |       |       |       |  |  |
|  |                  |                                      |                                      |                                      |                  |                                       |                                      |           |                     |                     |                     |                     |                     |    | A1    | CHN Cai Yun CHN Fu Haifeng           | 21    | 21    |       |  |  |
|  |                  |                                      | C1                                   | DEN Mathias Boe DEN Carsten Mogensen | 16               | 15                                    |                                      |           |                     |                     |                     |                     |                     |    |       |                                      |       |       |       |  |  |
|  | A2               | TPE Fang Chieh-min TPE Lee Sheng-mu  | 16                                   | 18                                   |                  |                                       |                                      |           |                     |                     |                     |                     |                     |    |       |                                      |       |       |       |  |  |
|  | C1               | DEN Mathias Boe DEN Carsten Mogensen | 21                                   | 21                                   |                  |                                       |                                      |           |                     |                     |                     |                     |                     |    |       |                                      |       |       |       |  |  |
|  | C1               | DEN Mathias Boe DEN Carsten Mogensen | 21                                   | 21                                   |                  | C1                                    | DEN Mathias Boe DEN Carsten Mogensen | 17        | 21                  | 22                  |                     |                     |                     |    |       |                                      |       |       |       |  |  |
|  |                  |                                      |                                      |                                      |                  | C1                                    | DEN Mathias Boe DEN Carsten Mogensen | 17        | 21                  | 22                  |                     |                     |                     |    |       |                                      |       |       |       |  |  |
|  |                  | D1                                   | KOR Jung Jae-sung KOR Lee Yong-dae   | 21                                   | 18               | 20                                    |                                      |           | Disputa pelo bronze | Disputa pelo bronze | Disputa pelo bronze | Disputa pelo bronze | Disputa pelo bronze |    |       |                                      |       |       |       |  |  |
|  | B2               | D1                                   | KOR Jung Jae-sung KOR Lee Yong-dae   | 21                                   | 18               | 20                                    | INA Muhammad Ahsan INA Bona Septano  | 12        | Disputa pelo bronze | Disputa pelo bronze | Disputa pelo bronze | Disputa pelo bronze | Disputa pelo bronze | 16 |       |                                      |       |       |       |  |  |
|  | B2               |                                      |                                      |                                      |                  |                                       | INA Muhammad Ahsan INA Bona Septano  | 12        |                     |                     |                     |                     |                     | 16 |       |                                      |       |       |       |  |  |
|  | D1               | KOR Jung Jae-sung KOR Lee Yong-dae   | 21                                   | 21                                   |                  |                                       |                                      |           |                     |                     |                     |                     |                     |    | D2    | MAS Koo Kien Keat MAS Tan Boon Heong | 21    | 10    |       |  |  |
|  |                  |                                      |                                      |                                      |                  |                                       |                                      |           |                     |                     |                     |                     |                     |    | D1    | KOR Jung Jae-sung KOR Lee Yong-dae   | 23    | 21    |       |  |  |